# (39194) 2000 WK188
2000 دابليو كي 188 (ويعرف أيضًا باسم (39194) 2000 دابليو كي 188 وفق تسمية الكوكب الصغير) (بالإنجليزية: 2000 WK188)‏ هو كويكب ضمن حزام الكويكبات؛ وترتيبه 39194 من حيث الاكتشاف.
اكتُشف هذا الجُرم الفلكي بواسطة مرصد لويل للبحث عن الأجرام القريبة من الأرض في 18 نوفمبر 2000.

## وصلات خارجية
- (39194) 2000 WK188 في قاعدة بيانات مختبر الدفع النفاث لأجرام النظام الشمسي الصغيرة

- الاكتشاف · مخطط المدار ·  العناصر المدارية · المعلمات المادية

- (39194) 2000 WK188 على موقع ويكي سكاي: DSS2, SDSS, GALEX, IRAS, Hydrogen α, X-Ray, Astrophoto, Sky Map, Articles and images